# Kif Kif
Kif Kif is een Vlaamse non-profitorganisatie, die strijdt tegen ongelijkheid en racisme. De uitdrukking kif kif betekent het is gelijk in het Berbers. Het refereert aan het ideaal van gelijkwaardigheid, een centraal uitgangspunt van Kif Kif. 
Kif Kif profileert zich als een links-progressieve en maatschappijkritische organisatie. Via haar werking stelt ze heel wat van de bestaande discoursen over de interculturele samenleving in vraag. Op haar website publiceert ze nieuws over de interculturele samenleving. Ze is een lidorganisatie van de Federatie Marokkaanse Democratische Organisaties. Haar stichter en eerste voorzitter was filosoof en publicist Tarik Fraihi.
De organisatie werd in 2005 en 2007 genomineerd voor de Vlaamse Cultuurprijzen. Ze won de Kleurrijk Brusselprijs in 2007, en was tweede laureaat in de Prijs voor de Democratie in 2005. Kif Kif kreeg in 2009 de burgerschapsprijs van de stichting P&V samen met de Waalse organisatie Territoires de la Mémoire, voor de voorbeeldige wijze" waarop ze respectievelijk in het Vlaamse en Franstalige landsdeel "de strijd aanbinden met onverdraagzaamheid en alle vormen van discriminatie".
In 2007 werd de site meermaals aangekaart bij de CGKR, de voorganger van Unia, wegens antisemitisme en negationisme op hun forum.
In 2025 won Kif Kif de Ultima voor Sociaal-Cultureel Volwassenenwerk 2024.